# Frederik Nachtweh

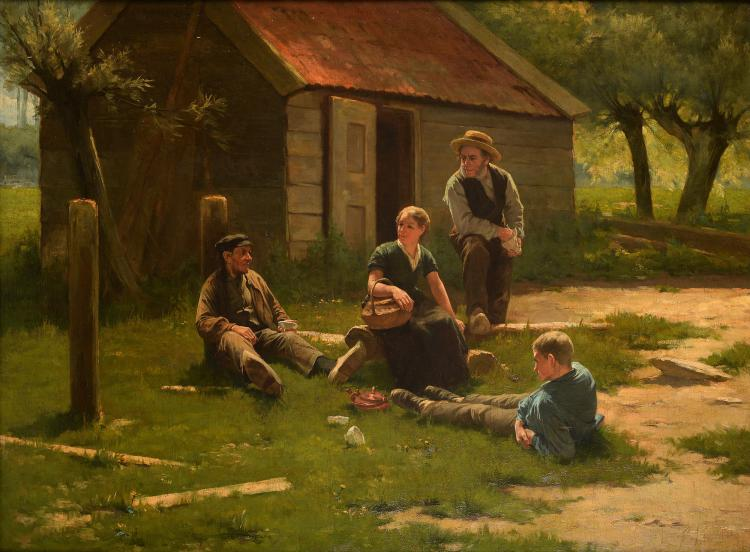
Das Mittagessen

Johannes Hendrik Frederik Coenraad Nachtweh (* 21. Februar 1857 in Deventer; † 1. März 1941 in Rotterdam) war ein niederländischer Maler, Zeichner und Aquarellist sowie Kunstpädagoge.
Nachtweh begann seine Ausbildung in der Zeichenschule in Deventer unter Jan Striening (1827–1903). Er setzte sein Studium an der Rijksakademie van beeldende kunsten in Amsterdam unter der Leitung von August Allebé und Barend Wijnveld fort.
Nachtweh wurde 1882 und 1883 mit dem Königlichen Stipendium für Maler ausgezeichnet. Er war Kunstlehrer in Amsterdam, bis er 1884 nach Rotterdam zog. Er unterrichtete ab 1884 an der Academie van Beeldende Kunsten en Technische Wetenschappen in Rotterdam. 1885 heiratete er Jannette Jacoba Amelia Roest (1863–1950), aus dieser Ehe gingen fünf Kinder hervor.
Nachtweh malte und zeichnete unter anderem Stadtlandschaften, Landschaften, Stillleben, Porträts und Genreszenen im Stil der Haager Schule.  Er war Mitglied von „Arti et Amicitiae“ und nahm an verschiedenen Ausstellungen teil, darunter an den Ausstellungen von „Lebenden Meistern“ und 1883 an der Internationalen Ausstellung für Kolonial- und Exporthandel, wo seine Arbeiten mehrfach ausgezeichnet wurden. 1940 fand seine eigene Ausstellung im Museum Boijmans Van Beuningen in Rotterdam statt.